# Vahlia
Vahlia, maleni biljni rod od najmanje pet vrsta koji čini samostalnu porodicu (Vahliaceae) i samostalan red (Vahliales) u razredu dvosupnica. Rastu na Indijskom potkontinentu i Africi. Porodica je nekada bila uključena u red Kamenikolike (Saxifragales).

## Opis
Predstavnici reda Vahliales su uspravne, razgranate biljke rasprostranjene u Africi i od Madagaskara do Indije. Biljke Vahliales imaju jednostavne, nasuprotne, eksstipulirane listove, dvospolne i parne cvjetove, peterostruke cvjetne dijelove, donji plodnik i brojne sjemenke.
Red Vahliales ima samo jednu porodicu, 1 rod i 5 vrsta. Vahliaceae je jedina porodica reda Vahliales. APG IV sustav klasifikacije prebacio je Vahliacaea iz reda Saxifragales u novi red Vahliales.

## Vrste
1. Vahlia capensis, provincija Cape, Južnoafrička Republika
2. Vahlia dichotoma, Afrika, Indija, Šri Lanka
3. Vahlia digyna, Afrika, Indija, Pakistan, Madagaskar
4. Vahlia geminiflora, Afrika, Iran, Irak
5. Vahlia somalensis, Somalija, Etiopija, Kenija